# Sicral 1
Sicral 1 est un satellite de télécommunications militaires italien construit par Alenia Spazio.

## Caractéristiques
Premier satellite militaire italien, il est placé en orbite géostationnaire à 16,2° E de longitude et est exploité par le ministère italien de la Défense.
Le satellite est conçu sur la plate-forme GeoBus (Italsat-3000) et son espérance de vie est de 10 ans,. Le premier système national italien de télécommunications militaires par satellite est mis au point par le consortium SITAB, composé de Alenia Spazio, société Finmeccanica (70 %), Fiat Avio (20 %) et Telespazio (10 %).
Il est l'un des trois systèmes remplaçant les satellites OTAN déployés entre 1970 et 2010.

## Lancement
Le satellite est lancé avec succès le 7 février 2001 à 23 h 05 TU, par un lanceur Ariane-44L H10-3 depuis le Centre spatial guyanais, avec le satellite Skynet 4F. Sa masse au lancement est de 2 596 kg,.